# Rosenthal-Inseln
Die Rosenthal-Inseln (auch Rosenthalinseln) sind eine kleine Inselgruppe im Südwesten des Palmer-Archipels westlich der Anvers-Insel. Die Inseln sind überwiegend eisfrei. Die größte Insel der Gruppe, die Gerlache-Insel, ist fast vollständig von einer Eiskappe bedeckt.

## Geschichte
Entdeckt wurden die Rosenthal-Inseln durch Eduard Dallmann, der 1873/74 im Auftrag der Deutschen Polar-Schifffahrtsgesellschaft die Gewässer vor der Antarktischen Halbinsel erkundete. Seine Reederei benannte die Insel im Nachgang der Expedition nach Albert Rosenthal (1828–1882), dem Direktor der Deutschen Polar-Schifffahrtsgesellschaft. Rosenthal war der Initiator und Organisator der Expedition. Eine genauere Kartierung nahm die Französische Antarktis-Expedition der Jahre 1903 bis 1905 unter Leitung von Jean-Baptiste Charcot vor. Betreten wurden die Rosenthal-Inseln erstmals im Mai 1956 von britischen Geologen.

## Naturschutz
Die Rosenthal-Inseln werden seit 2021 als besonders geschütztes Gebiet der Antarktis ASPA-176 nach Anlage V (Schutz und Verwaltung von Gebieten) des Umweltschutzprotokolls zum Antarktisvertrag gelistet. Ausschlaggebend dafür ist, dass das Gebiet große und vielfältige Brutkolonien von Meeresvögeln und offenbar ausgedehnte Vegetationsgemeinschaften aufweist. Es wurde in der Vergangenheit selten besucht und ist daher nahezu unberührt. Auf den Inseln brüten mindestens acht Vogelarten, darunter drei Arten von Pinguinen: Adelie-, Zügel- und Eselspinguine. Die anderen sind der Riesensturmvogel, die Antipodenseeschwalbe, die Blauaugenscharbe, die Dominikanermöwe und die Südpolarskua. Buntfuß-Sturmschwalben sind häufig und wahrscheinliche Brüter. In Pinguin- und Scharbenkolonien kommen in geringer Zahl Weißgesicht-Scheidenschnäbel vor. Obwohl keine Nistungen beobachtet wurden, könnten auch sie auf den Rosenthal-Inseln brüten. Häufig gesehen werden auch Schneesturmvögel.
In den Sommermonaten werden an den Stränden der Rosenthal-Inseln Südlichen See-Elefanten, Weddellrobben und Antarktischen Seebären in geringer Zahl beobachtet.